# Campeonato Europeu de Atletismo em Pista Coberta de 2021 - 400 m masculino
A prova dos 400 metros masculino do Campeonato Europeu de Atletismo em Pista Coberta de 2021 foi disputada entre os dias 5 e 6 de março de 2021 na Arena Toruń, em Toruń, na Polónia.

## Recordes
Antes desta competição, os recordes mundiais e do campeonato nesta prova eram os seguintes:
|                       | Nome                             | Nacionalidade               | Tempo  | Local                | Data                                      |
| --------------------- | -------------------------------- | --------------------------- | ------ | -------------------- | ----------------------------------------- |
| Recorde mundial       | Kerron Clement                   | Estados Unidos              | 44s 57 | Fayetteville         | 12 de março de 2005                       |
| Recorde do campeonato | Karsten Warholm                  | Noruega                     | 45s 05 | Glasgow              | 2 de março de 2019                        |
| Recorde europeu       | Thomas Schönlebe Karsten Warholm | Alemanha Oriental · Noruega | 45s 05 | Sindelfingen Glasgow | 5 de fevereiro de 1988 2 de março de 2019 |

## Medalhistas
| Ouro                 | Prata                 | Bronze                    |
| Óscar Husillos (ESP) | Tony van Diepen (NED) | Liemarvin Bonevacia (NED) |

## Cronograma
Todos os horários são locais (UTC +1).
| Data       | Hora  | Evento    |
| ---------- | ----- | --------- |
| 5 de março | 10:13 | Bateria   |
| 5 de março | 19:10 | Semifinal |
| 6 de março | 20:10 | Final     |

## Resultados

### Bateria
Qualificação: 2 atletas de cada bateria (Q).
| Posição | Bateria | Atleta                  | Nacionalidade      | Tempo | Notas                |
| ------- | ------- | ----------------------- | ------------------ | ----- | -------------------- |
| 1       | 6       | Tony van Diepen         | Países Baixos      | 46.54 | Q                    |
| 2       | 4       | Carl Bengtström         | Suécia             | 46.56 | Q                    |
| 3       | 6       | Lee Thompson            | Reino Unido        | 46.69 | Q                    |
| 4       | 9       | Liemarvin Bonevacia     | Países Baixos      | 46.69 | Q                    |
| 5       | 1       | Luka Janežič            | Eslovênia          | 46.73 | Q,                   |
| 6       | 9       | Ricky Petrucciani       | Suíça              | 46.76 | Q,                   |
| 7       | 7       | Marvin Schlegel         | Alemanha           | 46.77 | Q                    |
| 8       | 1       | Vladimir Aceti          | Itália             | 46.82 | Q                    |
| 9       | 3       | Óscar Husillos          | Espanha            | 46.83 | Q                    |
| 10      | 4       | James Williams          | Reino Unido        | 46.85 | Q                    |
| 11      | 8       | Pavel Maslák            | Chéquia            | 46.88 | Q                    |
| 12      | 9       | Lucas Búa               | Espanha            | 46.92 |                      |
| 13      | 7       | İlyas Çanakçı           | Turquia            | 46.92 | Q                    |
| 14      | 8       | Kajetan Duszyński       | Polónia            | 46.94 | Q                    |
| 15      | 1       | Dylan Borlée            | Bélgica            | 46.99 | Recorde da temporada |
| 16      | 1       | Samuel García           | Espanha            | 47.02 |                      |
| 17      | 2       | Jochem Dobber           | Países Baixos      | 47.05 | Q                    |
| 18      | 3       | Christian Iguacel       | Bélgica            | 47.07 | Q,                   |
| 19      | 8       | Joe Brier               | Reino Unido        | 47.08 |                      |
| 20      | 4       | Alexander Doom          | Bélgica            | 47.18 |                      |
| 21      | 2       | Patrik Šorm             | Chéquia            | 47.21 | Q                    |
| 22      | 6       | Berke Akçam             | Turquia            | 47.33 |                      |
| 23      | 3       | Henrik Krause           | Alemanha           | 47.39 |                      |
| 24      | 5       | Franko Burraj           | Albânia            | 47.42 | Q                    |
| 25      | 2       | Lovro Mesec Košir       | Eslovênia          | 47.47 |                      |
| 26      | 1       | Mateo Ružić             | Croácia            | 47.49 | Recorde da temporada |
| 27      | 8       | Mykyta Barabanov        | Ucrânia            | 47.51 |                      |
| 28      | 5       | Robert Parge            | Roménia            | 47.58 | Q                    |
| 29      | 5       | Vít Müller              | Chéquia            | 47.60 |                      |
| 30      | 9       | Danylo Danylenko        | Ucrânia            | 47.65 |                      |
| 31      | 9       | Gustav Lundholm Nielsen | Dinamarca          | 47.65 |                      |
| 32      | 6       | Mauro Pereira           | Portugal           | 47.69 |                      |
| 33      | 3       | Charles Devantay        | Suíça              | 47.77 |                      |
| 34      | 7       | Gregor Grahovac         | Eslovênia          | 47.84 |                      |
| 35      | 6       | Mindia Endeladze        | Geórgia            | 47.85 |                      |
| 35      | 7       | Filippo Moggi           | Suíça              | 47.85 |                      |
| 37      | 4       | Boško Kijanović         | Sérvia             | 47.89 |                      |
| 38      | 1       | Šimon Bujna             | Eslováquia         | 47.93 |                      |
| 39      | 5       | Oleksandr Pohorilko     | Ucrânia            | 47.95 |                      |
| 40      | 8       | Kubilay Ençü            | Turquia            | 48.02 |                      |
| 41      | 5       | Ricardo dos Santos      | Portugal           | 48.06 |                      |
| 42      | 3       | Mihai Cristian Pîslaru  | Roménia            | 48.11 |                      |
| 43      | 2       | Lorenzo Benati          | Itália             | 48.24 |                      |
| 44      | 4       | Tony Nõu                | Estónia            | 48.42 |                      |
| 45      | 2       | Martin Kučera           | Eslováquia         | 48.44 |                      |
| 46      | 4       | Ilja Petrušenko         | Letônia            | 48.46 | Recorde da temporada |
| 47      | 3       | Dániel Huller           | Hungria            | 48.52 |                      |
| 48      | 2       | Jovan Stojoski          | Macedônia do Norte | 48.60 |                      |
| 49      | 7       | Thomas Jordier          | França             | DSQ   |                      |

### Semifinal
Qualificação: 2 atletas de cada bateria (Q).
| Posição | Bateria | Atleta              | Nacionalidade | Tempo | Notas           |
| ------- | ------- | ------------------- | ------------- | ----- | --------------- |
| 1       | 1       | Tony van Diepen     | Países Baixos | 46.06 | Q,              |
| 2       | 1       | Óscar Husillos      | Espanha       | 46.26 | Q,              |
| 3       | 1       | Vladimir Aceti      | Itália        | 46.55 | Recorde pessoal |
| 4       | 3       | Jochem Dobber       | Países Baixos | 46.56 | Q               |
| 5       | 3       | Carl Bengtström     | Suécia        | 46.67 | Q               |
| 6       | 1       | Pavel Maslák        | Chéquia       | 46.70 |                 |
| 7       | 3       | Ricky Petrucciani   | Suíça         | 46.72 | Recorde pessoal |
| 8       | 2       | Liemarvin Bonevacia | Países Baixos | 46.75 | Q               |
| 9       | 1       | James Williams      | Reino Unido   | 46.94 |                 |
| 10      | 3       | Marvin Schlegel     | Alemanha      | 47.02 |                 |
| 11      | 2       | Luka Janežič        | Eslovênia     | 47.25 | Q               |
| 12      | 2       | Kajetan Duszyński   | Polónia       | 47.26 |                 |
| 13      | 2       | Lee Thompson        | Reino Unido   | 47.42 |                 |
| 14      | 2       | Franko Burraj       | Albânia       | 47.45 |                 |
| 15      | 3       | İlyas Çanakçı       | Turquia       | 47.60 |                 |
| 16      | 3       | Patrik Šorm         | Chéquia       | 47.69 |                 |
| 17      | 2       | Christian Iguacel   | Bélgica       | 47.78 |                 |
| 18      | 1       | Robert Parge        | Roménia       | 48.35 |                 |

### Final
A final aconteceu às 20:10 no dia 6 de março de 2021.
| Posição           | Raia | Atleta              | Nacionalidade | Tempo | Notas                |
| ----------------- | ---- | ------------------- | ------------- | ----- | -------------------- |
| Medalha de ouro   | 4    | Óscar Husillos      | Espanha       | 46.22 | Recorde da temporada |
| Medalha de prata  | 6    | Tony van Diepen     | Países Baixos | 46.25 |                      |
| Medalha de bronze | 3    | Liemarvin Bonevacia | Países Baixos | 46.30 |                      |
| 4                 | 2    | Carl Bengtström     | Suécia        | 46.42 |                      |
| 5                 | 5    | Jochem Dobber       | Países Baixos | 46.82 |                      |
| 6                 | 1    | Luka Janežič        | Eslovênia     | 47.22 |                      |

Legenda
| Recorde mundial       | Recorde mundial (World record)               |                       | Recorde africano                      | Recorde africano (African) |                                           | Q | Classificado por posição (Qualified) |
| Recorde do campeonato | Recorde do campeonato (Championship record)  | Recorde da América    | Recorde da América (Americas)         | q                          | Classificado por melhor tempo (Qualified) |   |                                      |
| Melhor marca do ano   | Melhor marca do ano (World leading)          | Recorde asiático      | Recorde asiático (Asian)              | DNS                        | Não largou (Did not start)                |   |                                      |
| Recorde nacional      | Recorde nacional (National record)           | Recorde europeu       | Recorde europeu (European)            | DNF                        | Não terminou (Did not finish)             |   |                                      |
| Recorde pessoal       | Recorde pessoal do atleta (Personal best)    | Recorde da Oceania    | Recorde da Oceania (Oceania)          | DSQ / DQ                   | Desclassificado (Disqualified)            |   |                                      |
| Recorde da temporada  | Recorde da temporada do atleta (Season best) | Recorde sul-americano | Recorde sul-americano (South America) | NM                         | Sem marca (No mark)                       |   |                                      |